# Voiture État à deux essieux
 (août 2015).
Si vous disposez d'ouvrages ou d'articles de référence ou si vous connaissez des sites web de qualité traitant du thème abordé ici, merci de compléter l'article en donnant les références utiles à sa vérifiabilité et en les liant à la section « Notes et références ».
La voiture État, surnommée par les voyageurs « cage à poules » à cause de ses multiples fenêtres, est un type de voiture de chemin de fer ayant été utilisé en France.

## Caractéristiques
Ces voitures disposaient d’un châssis à essieux réputé indestructible (qui justifia leur modernisation dans les années 1950), et d’une caisse en bois tôlée équipée de portières pour chaque compartiment. Ces voitures ont été construites entre 1902 et 1927 pour la Compagnie des chemins de fer de l'Ouest (incorporée plus tard à l'Administration des chemins de fer de l'État) pour circuler en service omnibus et parfois, pour certaines rames, en grandes lignes. 
488 d'entre elles ont été modernisées de 1952 à 1961 par remplacement de la caisse par une caisse métallique neuve avec un accès central par face. Il n'en reste plus que quelques exemplaires dans la version d’origine (l'amicale pour la mise en valeur de la ligne Caen-Flers (ACF) dispose au dépôt-musée de Pont-Érambourg de l’une d'entre elles).